# Armada de Guatemala
L'Armada de Guatemala constitueix la força naval de l'Exèrcit de Guatemala. Està organitzada, equipada i entrenada per a planificar, conduir, i executar les accions que imposa la Junta de defensa militar de l'Estat pel que fa a l'exercici del poder marítim. Proporciona, en coordinació amb les forces de terra i aire, la seguretat i la defensa de la República de Guatemala, incloent-hi el mar territorial, la zona costanera, i la zona econòmica exclusiva.
L'Armada o Marina de la defensa nacional fonamenta la seva tasca en la Constitució de la República de Guatemala, la legislació militar, civil i marítima nacional vigent, així com tots els acords i tractats nacionals i internacionals signats i ratificats pel Estat de Guatemala. Té al seu càrrec el poder naval de Guatemala, el qual per definició està constituït per tots aquells recursos i mitjans militars d'un Estat sobirà en el mar, que s'utilitzen en la defensa nacional i contribueixen a la seguretat i desenvolupament del país. És el braç armat de les Forces Armades en el mar, entenent que el poder naval és la capacitat per donar suport als legítims interessos marítims nacionals.
L'Armada de Guatemala opera des de dos comandaments militars:
- Comandament Naval del Carib.
- Comandament Naval del Pacífic.

La seva missió és garantir la sobirania nacional en el mar territorial, la zona contigua, la Zona Econòmica Exclusiva, les aigües interiors, llacustres i fluvials de la República, i exercir un control efectiu sobre les fronteres marítimes, amb la fi de col·laborar, juntament amb les forces de terra i aire, per tal d'assegurar la defensa nacional de Guatemala.